# Martin Göllnitz
Martin Göllnitz (* 1982) ist ein deutscher Historiker. Er forscht zur Geschichte von Gewalt, Sicherheit und Polizei im 19. und 20. Jahrhundert sowie zu digitalen Geschichtskulturen.

## Leben
Martin Göllnitz studierte Geschichte und Germanistik an der Christian-Albrechts-Universität zu Kiel. 2017 wurde er mit einer Arbeit über akademische Funktionseliten in der NS-Zeit promoviert. Seine Dissertation trägt den Titel Der Student als Führer? Handlungsmöglichkeiten eines jungakademischen Funktionärskorps am Beispiel der Universität Kiel (1927–1945).
Nach Stationen in Odense an der Syddansk Universitet und an der Johannes Gutenberg-Universität Mainz wurde er 2019 wissenschaftlicher Assistent am Institut für Hessische Landesgeschichte der Philipps-Universität Marburg.
Seit 2022 ist Göllnitz Mitarbeiter im Sonderforschungsbereich 138 „Dynamiken der Sicherheit“, wo er zu polizeilicher Sicherheitspolitik im historischen Wandel forscht.

## Forschungsschwerpunkte
Göllnitz arbeitet schwerpunktmäßig zu folgenden Themen:
- Geschichte politischer Gewalt und Terrorismus
- Polizei und Sicherheitsdiskurse im 20. Jahrhundert
- Diktaturforschung (NS-Zeit, autoritäre Regime)
- Public History, Erinnerungskulturen und Social Media

Er publiziert regelmäßig zu sicherheits- und polizeigeschichtlichen Themen und ist als Mitorganisator von Tagungen und Podcasts aktiv, etwa zum Thema Fake History.

## Schriften (Auswahl)
Monografien
- Karrieren zwischen Diktatur und Demokratie. Die Berufungspolitik in der Kieler Theologischen Fakultät 1936 bis 1946. Lang-Edition, Frankfurt am Main 2014, ISBN 978-3-631-65624-2.[5]
- mit Julian Freche, Matthias Jürgensen: Nortorf im Mittelpunkt. 100 Jahre Stadtgeschichte. Hrsg.: Oliver Auge. Solivagus-Verlag, Kiel 2015, ISBN 978-3-943025-24-8.
- Der Student als Führer? Handlungsmöglichkeiten eines jungakademischen Funktionärskorps am Beispiel der Universität Kiel (1927–1945). Thorbecke, Ostfildern 2018 (zugleich, Dissertation, Kiel 2017).
  - Rezension von Matthias Stickler in: Historische Zeitschrift. Band 309, Nr. 3, 2019, S. 815–817, doi:10.1515/hzhz-2019-1522.

Herausgeberschaften
- mit Oliver Auge: Landesgeschichte an der Schule. Stand und Perspektiven. Thorbecke, Ostfildern 2018, ISBN 978-3-7995-1381-4.
- mit Matteo Millan: Studentische Gewalt (1914–1945) = Violenza studentesca (= Geschichte und Region. 28. Jahrgang, Heft 1). StudienVerlag, Bozen 2019.
- mit Kim Krämer: Hochschulen im öffentlichen Raum. Historiographische und systematische Perspektiven auf ein Beziehungsgeflecht. V & R unipress, Göttingen 2020, ISBN 978-3-8471-1194-8.
- mit Sören Petermann: Polizei und Sicherheit. Akteure – Heuristiken – Repertoires. Klartext Verlag, Essen 2020, ISBN 978-3-8375-2164-9.
- mit Nina Gallion, Frederieke Maria Schnack: Regionalgeschichte. Potentiale des historischen Raumbezugs. Vandenhoeck & Ruprecht, Göttingen 2021, ISBN 978-3-525-31726-6.
- mit Christoph Nitschke: Karrieren zwischen Diktatur und Demokratie. Fallstudien zur Kontinuität von Sicherheitseliten im 20. Jahrhundert. Ferdinand Schöningh, Paderborn 2022, ISBN 978-3-506-79234-0.
- mit Sabine Mecking: Skandal!? Stadtgeschichten aus Marburg im 20. Jahrhundert. Transcript, Bielefeld 2022, ISBN 978-3-8376-5718-0.
- mit Nils Abraham, Thomas W. Friis, Mogens R. Nissen: Grenzgänger zwischen Deutschland und Dänemark. Geschichte und Gegenwart anerkannter Minderheiten. Transcript, Bielefeld 2025, ISBN 978-3-8376-6758-5.